# فيليكس شيلر
فيليكس شيلر(بالإنجليزية: Felix Schiller)‏ لاعب كرة قدم ألماني سابق، ولد في السادس من كانون الأول عام 1989م في العاصمة برلين، يلعب فيليكس في مركز الدفاع، ولعب لأول مرة مع فريق فيردر بريمن الثاني خلال موسم 2008-2009م.

## نبذة
في صيف عام 2011م، انتقل شيلر إلى فريق روت فايس أوبرهاوزن في الدوري الأسباني، ثم انضم إلى فريق ماغديبورغ خلال موسم 2012م.
أعلن اللاعب اعتزاله الفوري عن عمر يناهز 29 عامًا وذلك بعد تعرضه للإصابة في الركبة في 2019م.

## روابط خارجية
- فيليكس شيلر على موقع قاعدة بيانات كرة القدم.إي يو (الإنجليزية)
- فيليكس شيلر على موقع بيانات كرة القدم. دي إي (الألمانية)
- فيليكس شيلر على موقع Soccerway.com (الإنجليزية)
- فيليكس شيلر على موقع عالم كرة القدم.نت (الإنجليزية)